# Guatteria saffordiana
Guatteria saffordiana är en kirimojaväxtart som beskrevs av Henri François Pittier. Guatteria saffordiana ingår i släktet Guatteria och familjen kirimojaväxter. Inga underarter finns listade i Catalogue of Life.